# Don Stiernberg
Don Stiernberg is een Amerikaanse jazz-mandolinist, -gitarist en -zanger, die vooral actief is in Chicago.
Stiernberg kreeg als tiener les van mandolinist Jethro Burns, later speelde hij in Burns' groep waarmee hij onder meer optrad met Chet Atkins en Steve Goodman. In 1999 kwam zijn eerste album als leider uit, op Blue Night Records. In de jaren erna volgden meer platen voor dit label. Tevens speelde hij mee op tientallen platen, variërend van bluegrass tot en met kinderplaten. Op dit moment heeft hij een eigen kwartet. Stiernberg heeft veel mandoline-workshops gegeven, verder schrijft hij een column in Mandolin Magazine.

## Discografie (selectie)
- About Time, Blue Night Records, 1999
- Unseasonably Cool, Blue Night, 2001
- Angel Eyes, Blue Night, 2004
- By George (met John Carlini), Blue Night, 2005
- Home Cookin' , Blue Night, 2007
- Swing 220, Blue Night, 2010

Dvd:
- Low Country Jazz (opnames 2007), Flatt Mountain Records